# Toleria abiaeformis
Toleria abiaeformis is een vlinder uit de familie wespvlinders (Sesiidae), onderfamilie Sesiinae.
Toleria abiaeformis is voor het eerst wetenschappelijk beschreven door Walker in 1865. De soort komt voor in het Oriëntaals gebieden het  Palearctisch gebied.